# Buják
Buják is een plaats (község) en gemeente in het Hongaarse comitaat Nógrád. Buják telt 2386 inwoners (2001).